# Exposition universelle de 1885
L’Exposition universelle de 1885, également connue sous le nom de Wereldtentoonstelling van Antwerpen, est une Exposition internationale qui s’est tenue à Anvers, en Belgique, entre le 2 mai et 2 novembre 1885.

## Généralités
Elle avait une superficie de 220 000 m2, a accueilli 3,5 millions de visiteurs et a atteint le seuil de rentabilité à 4 millions de francs belges. 25 nations y ont officiellement participé, incluant : l'Allemagne, l'Autriche, le Canada, l'Empire ottoman, l'Espagne, la France, la Grande-Bretagne, le Portugal, la Serbie, le royaume de Roumanie, les États-Unis et plusieurs États d'Amérique du Sud. Des producteurs de laine australiens envoient des spécimens de toisons et gagnent plusieurs médailles.
Anatole Bamps donne une description détaillée de l'exposition dans plusieurs numéros de la Revue internationale.
L'événement a pris place 20 ans après l'accession de Léopold II au trône de Belgique et la même année de la création de l'État indépendant du Congo. Cette exposition est la première à avoir un village congolais, également présent lors de l'exposition internationale de Bruxelles de 1897. Elle est aussi le lieu de présentation de la première montre 24h réalisée par Jean Joseph Lacoppe, un wallon né en 1840 à Stavelot et installé à Liège par la suite.[réf. nécessaire]

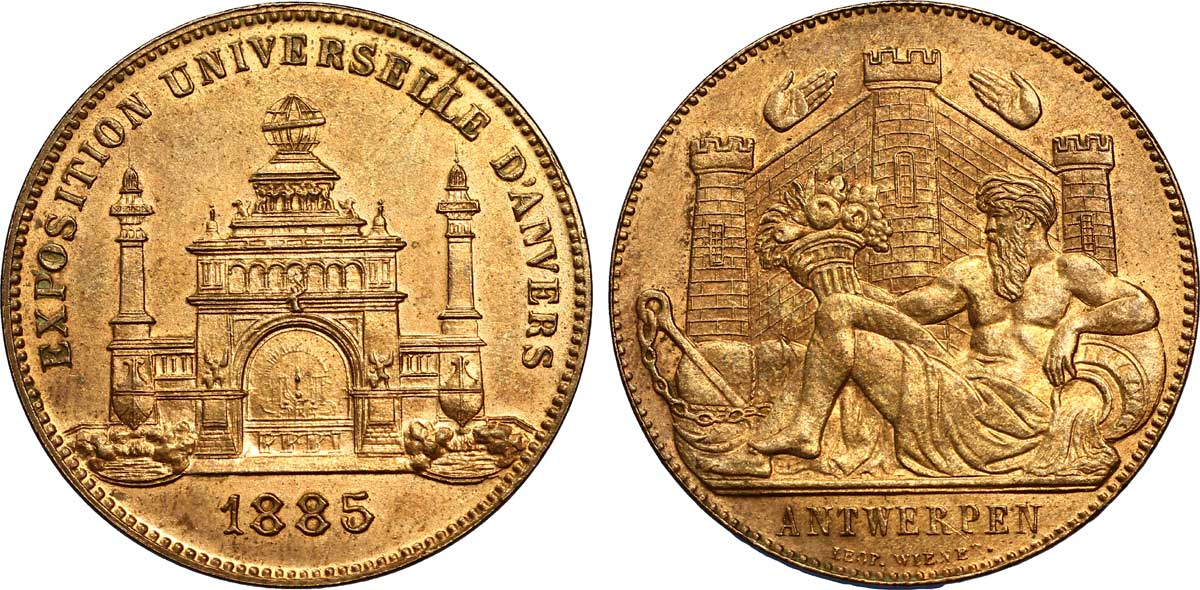
Médaille de l'Exposition universelle d'Anvers, 1885